# Kárpáti sáfrány
A kárpáti sáfrány (Crocus heuffelianus) a nősziromfélék (Iridaceae) családjába tartozó sáfrány (Crocus) nemzetség legészakabbra húzódó, kora tavasszal virágzó, Magyarországon védett faja.

## Előfordulása, élőhelye
A Kárpátok és a Balkán-hegység endemikus növénye. Élőhelyei hegyvidéki, alhavasi rétek, legelők, bozótok, üde lombhullató erdők, főként gyertyános–tölgyesekben, keményfa-ligeterdőkben és ezek tisztásain él.

## Alfajai
- Crocus heuffelianus subsp. heuffelianus Herb.
- szepességi sáfrány (Crocus heuffelianus subsp. scepusiensis) (Rehmann & Wol.) Dostál

## Megjelenése, jellemzői
10-20 centiméter magasra nő, föld feletti szára nincs, keskeny, szálas, sötétzöld, tőállású levelei a földalatti hagymagumóból erednek, melyet rostos pikkelylevelek borítanak. Fonákjukon, a sáfrányok megkülönböztető jegye, egy fehér kiálló csík, a főér fut végig. Hat, két körben hármasával álló, tölcsérszerűen kiszélesedő csövet alkotó, élénklila lepellevek alkotta virága a levelekkel egy időben, február-márciusban jelenik meg. Más sáfrányfajoktól a lepelcimpák csúcsán látható sötétlila V alakú folt különbözteti meg. A porzónál hosszabb, rojtos, narancssárga bibéi három hosszú bibeszálon ülnek. Virágzás előtt a bimbót fehéres, hártyás buroklevél borítja. Mivel nincs föld feletti szára, a háromélű, száraz, felnyíló, sokmagvú, világosbarna, rövidkocsányú toktermését föld alatt érleli, mely a magok érése után kerül a felszínre.